# Бел Ејкерс (Пенсилванија)
Бел Ејкерс (енгл. Bell Acres) град је у америчкој савезној држави Пенсилванија.

## Демографија
По попису из 2010. године број становника је 1.388, што је 6 (0,4%) становника више него 2000. године.
| Група             | 2000.         | 2010.         |
| Белци             | 1.319 (95,4%) | 1.292 (93,1%) |
| Афроамериканци    | 15 (1,1%)     | 37 (2,7%)     |
| Азијати           | 21 (1,5%)     | 18 (1,3%)     |
| Хиспаноамериканци | 3 (0,2%)      | 18 (1,3%)     |
| Укупно            | 1.382         | 1.388         |